# 의료종사자
의료종사자(醫療從事者)는 의료에 종사하는 사람을 의미한다. 좁은 의미에서는 근현대 의학에 종사하는 사람을 말하며, 넓은 의미에서는 근현대 의학 뿐만 아니라 전통의학 및 대체의학을 포함하기도 한다. 보통 이 분야에는 의사, 외과의사, 간호사, 물리치료사, 치과의사, 조산사, 심리학자, 정신과 의사, 약사가 포함된다.
질병이나 장애, 기타 건강 문제를 가진 사람이나 집단에 대해 전문적인 지식과 기술이 있어야 하며, 사람이나 집단의 건강 기능을 최대한 발휘할 수 있도록 한다.
병원, 의원, 진료소, 약국, 조산소, 시술소, 치과의원 등의 의료 시설에 근무하는 하거나, 의료 연구소와 같은 연구 시설에서 근무하기도 한다.
채용에 있어서는 면허나 자격을 소유하거나 전문성을 가지고 있음이 요구된다.

## 대한민국의 법적 의료인
대한민국에서 의료인(醫療人)이란 보건복지부장관의 면허를 받은 의사, 치과의사, 한의사, 간호사, 조산사이다.

## 무면허의료행위죄
- 의료인 甲이 의료인 아닌 A의 무면허의료행위에 공모하여 가공한 경우 甲은 의료법 위반(무면허의료행위)죄의 공동정범이 성립한다.[1]